# Name (manga)
Trong nghề sáng tác và biên tập manga, name (ネーム nēmu) là loại hình bản phác thảo sơ đẳng nhất, còn được gọi là "rough name" (ラフ・ネーム rafu name) hay chỉ là "rough". Đây là một thuật ngữ thuộc hệ thống wasei-eigo (từ ngữ có hình thức như tiếng Anh nhưng do người Nhật sáng tạo ra, không có sẵn hoặc không mang nghĩa nguyên thủy trong tiếng Anh). Name do tác giả kịch bản của manga viết, thường thô và không yêu cầu trau chuốt vì mục đích chính là thể hiện ý tưởng kịch bản, diễn biến câu chuyện, cách bố trí khung hình cùng nhân vật và khung hội thoại trong mỗi khung hình, tức là có dạng một như một sơ đồ, và thường được tác giả đưa cho biên tập của mình xem trước khi đi vào phác thảo chính thức. Vì không yêu cầu trau chuốt nên name có thể do tác giả kịch bản không giỏi vẽ viết (lưu ý rằng tác giả kịch bản không phải luôn đồng nhất với họa sĩ thể hiện). Name tương đương với hình thức kịch bản bằng tranh mà một số tác giả kịch bản của comics Âu-Mĩ sử dụng, do đặc thù ngành công nghiệp truyện tranh thực hiện theo dây chuyền (kịch bản-biên tập-vẽ tranh) và tác giả muốn đảm bảo rằng họa sĩ thể hiện đúng ý tưởng của mình ngay ở việc bố trí trên trang vẽ, hoặc tránh việc phải mô tả cách bố trí đó bằng chữ viết.